# Абдель Хамід Сарадж
Абдель Хамід Сарадж (араб. عبد الحميد السراج Абд аль-Хамід ас-Сарадж; * 1925, Хама, Сирія — 22 вересня 2013) — сирійський державний діяч, голова Виконавчої Ради Північної Території Об'єднаної Арабської Республіки (прем'єр-міністр Сирії) з 20 вересня 1960 по 16 серпня 1961 року.

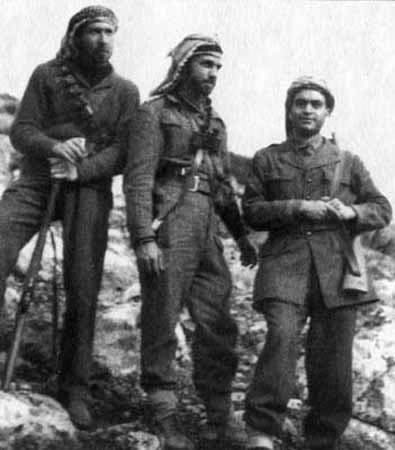
Абдель Хамід Сарадж (в центрі) під час Арабо-ізраїльської війни, 1948 рік.

Після навчання у військовій академії у Хомсі він продовжив навчання у Парижі. 1948 року переконаний націоналіст взяв участь в Арабо-ізраїльській війні.
1955 року був призначений начальником розвідки Сирії. Під час союзу Сирії з Єгиптом прихильник Насера зайняв керівні пости. З Абделем Хакімом Амером, міністром оборони Об'єднаної Арабської Республіки та особистим представником президента ОАР у Сирійському районі, його зв'язала взаємна антипатія. Коли той звільнив одного з його співробітників, Сарадж подав у відставку. Насер замінив Амера Махмуда Ріада і Сарадж повернувся на свою посаду. Коли він вдруге подав у відставку 26 вересня, Насер прийняв відставку та замінив Сараджа Амером.
Дві доби по тому у Дамаску стався путч і Об'єднана Арабська Республіка розпалася. Сарадж був заарештований та ув'язнений у в'язниці у Дамаску. Йому вдалося втекти і він зник у Єгипті.